# Hollóháza
 Hollóháza – wieś i gmina w północno-wschodniej części Węgier, w pobliżu miasta Sátoraljaújhely.
Miejscowość leży u południowych podnóży Gór Tokajsko-Slańskich (Zempléni), będących częścią Średniogórza Północnowęgierskiego, na północnej granicy regionu Bodrogköz, w pobliżu granicy ze Słowacją. Administracyjnie gmina należy do powiatu Sátoraljaújhely, wchodzącego w skład komitatu Borsod-Abaúj-Zemplén i jest jedną z jego 19 gmin.